# Partia Komunistyczna (Serbia)
Komunistyczna Partia, skrócona KP (serb. Комунистичка партија / Komunistička Partija) – dawna komunistyczna partia polityczna z Serbii. Partia została zarejestrowana w 2010 roku. W wyborach do parlamentu w 2012 ugrupowanie uzyskało 0,74 procenta poparcia czyli 28.977 głosów  i 0 miejsca w parlamencie. 23 stycznia 2022 została przekształcona w partię Serbska Lewica (serb. Српска левица / Srpska levica), na której czele stanął Radoslav Milojičić